# Bataille de Muye

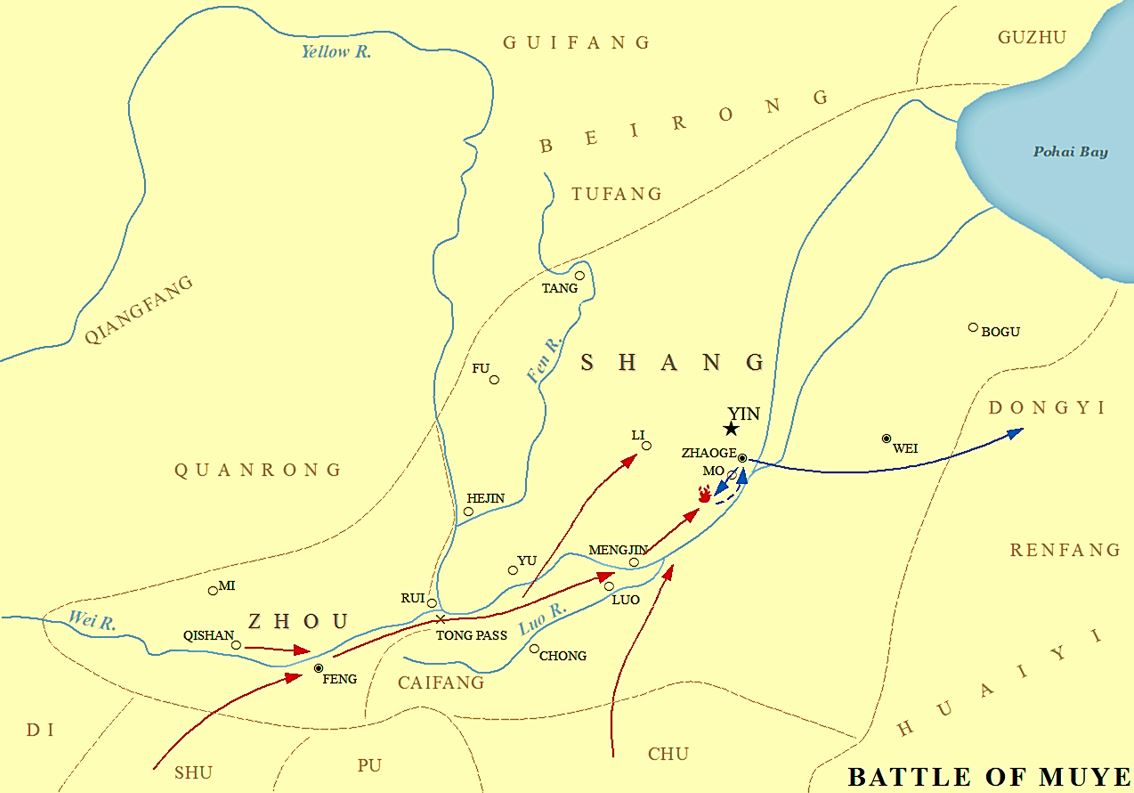
Bataille de Muye, la bataille au cours de laquelle Zhou a renversé la dynastie Shang.

La Bataille de Muye (牧野之戰), vers environ 1122 av. J.-C. selon l'historiographie traditionnelle, 1046 av. J.-C. selon l'archéologie, fut la bataille qui précipita la chute de la dynastie Shang et la prise du pouvoir par la dynastie Zhou.

## Déroulement
Le roi Di Xin des Shang faisait face au roi Wu des Zhou.
Le roi Wu choisit le moment où la plus grande partie de l'armée des Shang combattait à l'est, pour orchestrer une attaque contre ses anciens maîtres. Il fit une coalition avec tous les autres vassaux des Shang. Di Xin disposait d'une très grande armée de plus de 500 000 hommes, plus que le double de l'armée des Zhou et de la coalition. Mais son armée le trahit au cours du combat, en particulier les 170 000 esclaves qu'il avait armés pour le défendre. Ceux qui lui restèrent fidèles connurent une fin brutale. Di Xin se replia sur son palais et, s'entourant de toutes ses richesses, s'immola par le feu.